# Harri Kirvesniemi
Harri Tapani Kirvesniemi (Mikkeli, 10 maggio 1958) è un ex fondista finlandese.
È marito della fondista Marja-Liisa e zio dell'atleta Manuela Bosco, a loro volta sportive di alto livello.

## Biografia
In Coppa del Mondo ha ottenuto il primo risultato di rilievo il 9 gennaio 1982 nella 15 km di Reit im Winkl (6°), ha ottenuto il primo podio il 23 febbraio successivo nella 15 km a tecnica libera di Oslo (3°) e la prima vittoria il 19 marzo dello stesso anno nella 15 km di Štrbské Pleso.
In carriera ha partecipato a sei edizioni dei Giochi olimpici invernali (Lake Placid 1980, Sarajevo 1984, Calgary 1988, Albertville 1992, Lillehammer 1994 e Nagano 1998), vincendo sei bronzi, e a dieci dei Campionati mondiali, vincendo otto medaglie. I sei bronzi olimpici rappresentano un primato della rassegna a cinque cerchi, condiviso con il ginnasta finlandese Heikki Savolainen, con il ginnasta russo Aleksej Nemov e con la nuotatrice tedesca Franziska van Almsick (comunque vincitori, a differenza di Kirvesniemi, anche di altre medaglie).
Nel 2001 fu coinvolto nello scandalo doping che travolse la nazionale finlandese ai Campionati mondiali di sci nordico 2001: poiché risultò positivo all'amido idrossietilico fu privato della medaglia d'oro nella staffetta che in un primo momento gli era stata assegnata. Kirvesniemi terminò così la sua carriera sportiva.
Dopo il ritiro ha iniziato a lavorare per l'azienda di attrezzatura sportiva Karhu in qualità di product manager.

## Palmarès

### Olimpiadi
- 6 medaglie:
  - 6 bronzi (staffetta[3] a Lake Placid 1980; 15 km[4], staffetta[4] a Sarajevo 1984; staffetta[4] ad Albertville 1992; staffetta[4] a Lillehammer 1994; staffetta a Nagano 1998)

### Mondiali
- 8 medaglie, oltre a quella conquistata in sede olimpica e valida anche ai fini iridati:
  - 1 oro (15 km[4] a Lahti 1989)
  - 3 argenti (staffetta[4] a Lahti 1989; staffetta[4] a Thunder Bay 1995; staffetta[4] a Trondheim 1997)
  - 4 bronzi (15 km[4], staffetta a Oslo 1982; 30 km[4] a Seefeld in Tirol 1985; staffetta[4] a Val di Fiemme 1991)

### Coppa del Mondo
- Miglior piazzamento in classifica generale: 3º nel 1982 e nel 1984
- 23 podi (15 individuali, 8 a squadre[5]), oltre a quelli conquistati in sede olimpica o iridata e validi ai fini della Coppa del Mondo:
  - 10 vittorie (5 individuali, 5 a squadre)
  - 5 secondi posti (3 individuali, 2 a squadre)
  - 8 terzi posti (7 individuali, 1 a squadre)

#### Coppa del Mondo - vittorie
| Data             | Luogo                | Paese          | Disciplina                                                     |
| ---------------- | -------------------- | -------------- | -------------------------------------------------------------- |
| 19 marzo 1982    | Štrbské Pleso        | Cecoslovacchia | 15 km                                                          |
| 10 gennaio 1987  | Calgary              | Canada         | 15 km TC                                                       |
| 12 marzo 1994    | Falun                | Svezia         | 30 km TC                                                       |
| 14 gennaio 1995  | Nové Město na Moravě | Rep. Ceca      | 15 km TC                                                       |
| 15 gennaio 1995  | Nové Město na Moravě | Rep. Ceca      | 4x10 km TC (con Karri Hietamäki, Jari Isometsä e Mika Myllylä) |
| 12 febbraio 1995 | Oslo                 | Norvegia       | 4x5 km (con Karri Hietamäki, Mika Kuusisto e Sami Repo)        |
| 14 gennaio 1996  | Nové Město na Moravě | Rep. Ceca      | 4x10 km (con Sami Repo, Mika Myllylä e Jari Isometsä)          |
| 8 dicembre 1996  | Davos                | Svizzera       | 4x10 km (con Jari Isometsä, Sami Repo e Mika Myllylä)          |
| 11 marzo 1998    | Lahti                | Finlandia      | 4x10 km (con Mika Myllylä, Sami Repo e Jari Isometsä)          |
| 11 marzo 2000    | Oslo                 | Norvegia       | 50 km TC                                                       |

Legenda:

TC = tecnica classica

TL = tecnica libera

## Riconoscimenti
Nel 1998 la Federazione sciistica della Norvegia gli ha assegnato, con Fred Børre Lundberg, Larisa Lazutina e Aleksej Prokurorov, la Medaglia Holmenkollen, uno dei riconoscimenti sportivi più prestigiosi per lo sci nordico.